# Philip J. Schuyler

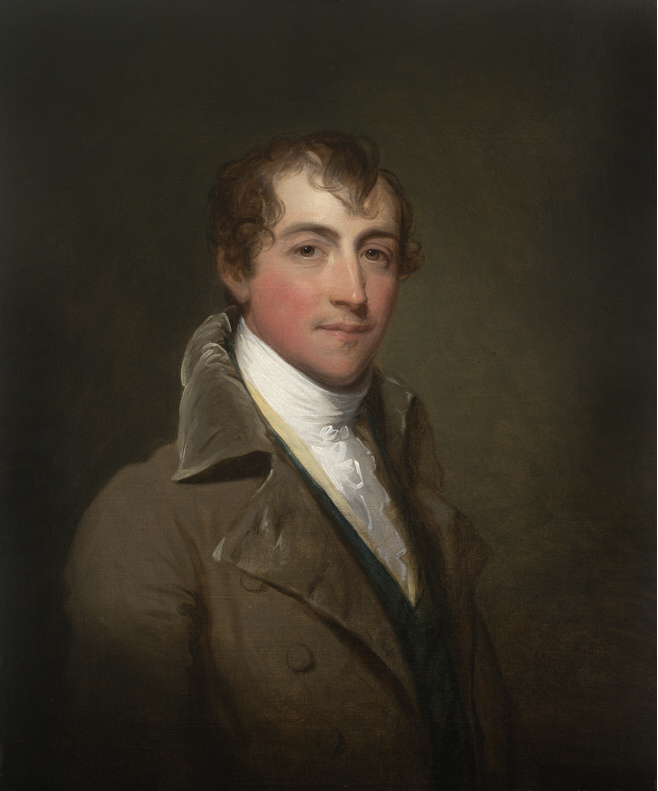
Philip Jeremiah Schuyler (1807)

Philip Jeremiah Schuyler (* 21. Januar 1768 in Albany, Provinz New York; † 21. Februar 1835 in New York City) war ein US-amerikanischer Politiker. Zwischen 1817 und 1819 vertrat er den Bundesstaat New York im US-Repräsentantenhaus. Er wird üblicherweise „Philip J. Schuyler“ genannt, während sein Vater normalerweise als Philip Schuyler bekannt ist.

## Werdegang
Philip Jeremiah Schuyler, Sohn von Catherine Van Rensselaer (1734–1803) und Philip John Schuyler (1733–1804), die beide wohlhabenden neuniederländischen Familien entstammten, wuchs während der britischen Kolonialzeit auf. Zu seinen Geschwistern gehörten u. a. Elizabeth Schuyler Hamilton und Angelica Schuyler Church. Er erhielt eine bescheidene Schulbildung unter Privatlehrern. Danach war er in Dutchess County in der Landwirtschaft tätig. 1798 saß er in der New York State Assembly. Politisch gehörte er der Föderalistischen Partei an.
Bei den Kongresswahlen des Jahres 1816 wurde Schuyler im fünften Wahlbezirk von New York in das US-Repräsentantenhaus in Washington, D.C. gewählt, wo er am 4. März 1817 die Nachfolge von Thomas P. Grosvenor antrat. Da er auf eine erneute Kandidatur im Jahr 1818 verzichtete, schied er nach dem 3. März 1819 aus dem Kongress aus.
Danach war er wieder in der Landwirtschaft tätig. Er starb am 21. Februar 1835 in New York City und wurde auf dem Schuyler Anwesen nahe Rhinebeck beigesetzt. Später wurde er allerdings auf den Poughkeepsie Rural Cemetery in Poughkeepsie umgebettet.